# 殺戰風雲
《殺戰風雲》（英語：The 13th Warrior）是一部於1999年上映的美国歷史動作電影，約翰·麥提南執導，劇情改编自米高·克賴頓小說《乘着夜霧的惡魔》，演員包含安东尼奥·班德拉斯、黛安·薇諾拉和奧馬·沙里夫。

## 外部連結
- 互联网电影数据库（IMDb）上《殺戰風雲》的资料（英文）
- AllMovie上《殺戰風雲》的资料（英文）
- Box Office Mojo上《殺戰風雲》的資料（英文）
- 爛番茄上《殺戰風雲》的資料（英文）
- 时光网上《殺戰風雲》的資料（简体中文）
- 豆瓣电影上《殺戰風雲》的資料 （简体中文）